# 罗兹菌门
羅茲菌門（學名：Rozellomycota），舊稱隱真菌門（Cryptomycota），是存在於土壤、淡水與海洋沈積物中的微生物，為真菌界最基群的演化支，是其他真菌界類群的姐妹群。隱真菌與其他真菌最大的差異是它們生長時缺乏以幾丁質組成的細胞壁，但其基因組中仍具有幾丁質合成酶的基因，且Calcofluor螢光染色顯示其休眠孢子的內壁有發現幾丁質 。因為缺乏細胞壁，隱真菌可以吞噬作用取得養分，有別於其他真菌只能行滲透營養，即分泌酵素到胞外分解有機物後再以擴散作用吸收養分。此類生物的生活史尚待更多研究闡明。

## 發現歷史
多數隱真菌門的生物無法在實驗室用培養基培養，因此遲至DNA定序技術普及後，才由分析淡水樣本中的微生物DNA序列而漸漸發現，種系發生學的分析顯示隱真菌形成了一個獨立的支序，稱為LKM11，而且是當時已知其他真菌的姊妹群。
隱真菌門的生物中唯一有被正式描述過的支序只有原先被認為屬於壺菌門的羅茲菌屬，親緣分析顯示羅茲菌以及屬於LKM11的微生物共同構成了真菌最早分支出去的支序，羅茲菌多寄生於壺菌、藻類或卵菌的細胞中，它們跟壺菌一樣具有單鞭毛且缺乏細胞壁的動孢子，可以附著在宿主的細胞表面，再形成管狀構造穿透並進入宿主細胞，甚至有某些種類可以吞噬宿主的胞器。
2011年，湯馬士·理查（Thomas Richards）帶領的研究團隊發現了隱真菌門的其他物種，該團隊從大學池塘中收集樣本以進行DNA序列分析，獲得這些新種的DNA序列後將這些序列用螢光標記，並使用螢光原位雜交從池水樣本中找到新種隱真菌的細胞，這些細胞大致呈卵型，長約3-5微米。後來他們又進一步在其他淡水、土壤與海水沈積物的樣本中發現隱真菌門的物種。
隱真菌與真菌演化另一個早期的分支微孢子蟲的關係尚未有定論，但許多研究顯示這兩群生物的關係相當接近，許多原本認為是微孢子蟲特有的基因，例如從宿主細胞質中搶奪ATP的通道蛋白，意外地在隱真菌基因組中被發現，分析結果顯示兩者與另一種所知甚少的藻類寄生物Aphelids共同形成一支序（ARM群，或被稱為後孢菌門）。隨後有一群以變形蟲為宿主的微生物Paramicrosporidium被發現也屬於隱真菌，且它們的型態與微孢子蟲非常相似，但rDNA序列與隱真菌較為接近，被認為可能是隱真菌與微孢子蟲演化上的過渡，在此假說中，微孢子蟲是ARM群中較為特化的類群，特化出專門用來感染動物細胞的結構，隱真菌與Aphelids則無此結構。2014年，另一種以變形蟲、藻類為宿主的微生物Nucleophaga也因DNA序列分析被歸為隱真菌，且型態介於羅茲菌與Paramicrosporidium之間。
2018年，Tedersoo等人提出的支序分析研究主張隱真菌與微孢子蟲共同構成真菌分類的基群，其中微孢子蟲屬於隱真菌門中一個較深的支序，因此將微孢子蟲的分類地位由獨立的門降至隱真菌門的一個綱。另外原本認為與隱真菌關係密切的Aphelids則可能與壺菌親緣較為接近，而另獨立成一個門（Aphelida）。

## 命名
隱真菌門早期的描述是寄生於宿主細胞表面、缺乏細胞壁、形態類似壺菌的生物，羅茲菌屬的型態與胞內寄生的生活史都非典型，但此一分類法有不少缺點，其字源「隱藏」之意指這類生物長期被研究者忽略，直到分子序列分析興起後才揭開神秘的面紗，但這項特徵適用於許多其他真核生物，並非隱真菌的專利，至於羅茲菌屬是否具有代表性也有可討論的空間，因為對隱真菌生活史的了解仍少，不清楚是否多數物種可以同時具有細胞表面寄生與胞內寄生兩種生活型態，因此羅茲菌的型態與生活史未必非典型。
真菌分類中為避免混淆，一般以每門作為模式屬（typified genus）的屬名作為該門的名稱，但Cryptomyces已經是子囊菌門絲菌屬的學名，可能與隱真菌門產生混淆，因此有學者認為羅茲菌屬作為隱真菌門的模式屬，將隱真菌門改為羅茲菌門是較好的命名方式。